# 우상숭배

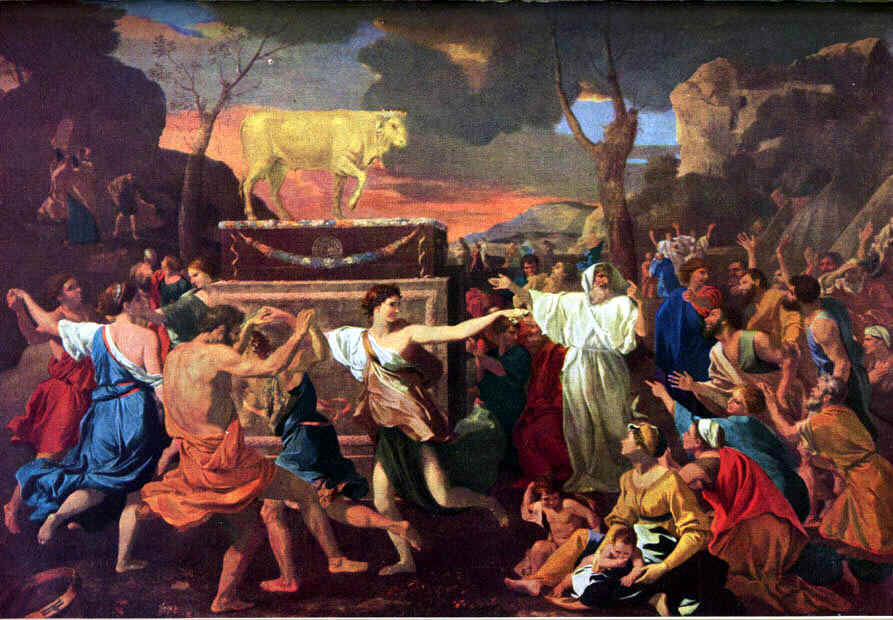
금송아지를 숭배하는 사람들

우상숭배(偶像崇拜, 영어: idolatry)는 우상을 숭배하는 행위이다. 야훼는 선지자 모세에게 돌판 두 개와 십계명을 주고 자신을 제외한 우상을 만들거나 그 우상 앞에서 절하는 등의 숭배를 금지했다.

## 아브라함계 종교

### 기독교
기독교의 우상숭배의 개념은 십계명 제1항에 기반을 둔다.
"나 이외의 다른 신을 섬기지 마라."
우상숭배금지령의 하나로서 성상 파괴 운동이 발생하기도 했다.

## 같이 보기
- 금송아지